# Abuta bullata
Abuta bullata är en tvåhjärtbladig växtart som beskrevs av Harold Norman Moldenke. Abuta bullata ingår i släktet Abuta och familjen Menispermaceae. Inga underarter finns listade i Catalogue of Life.